# Generalstaatsanwaltschaft Düsseldorf

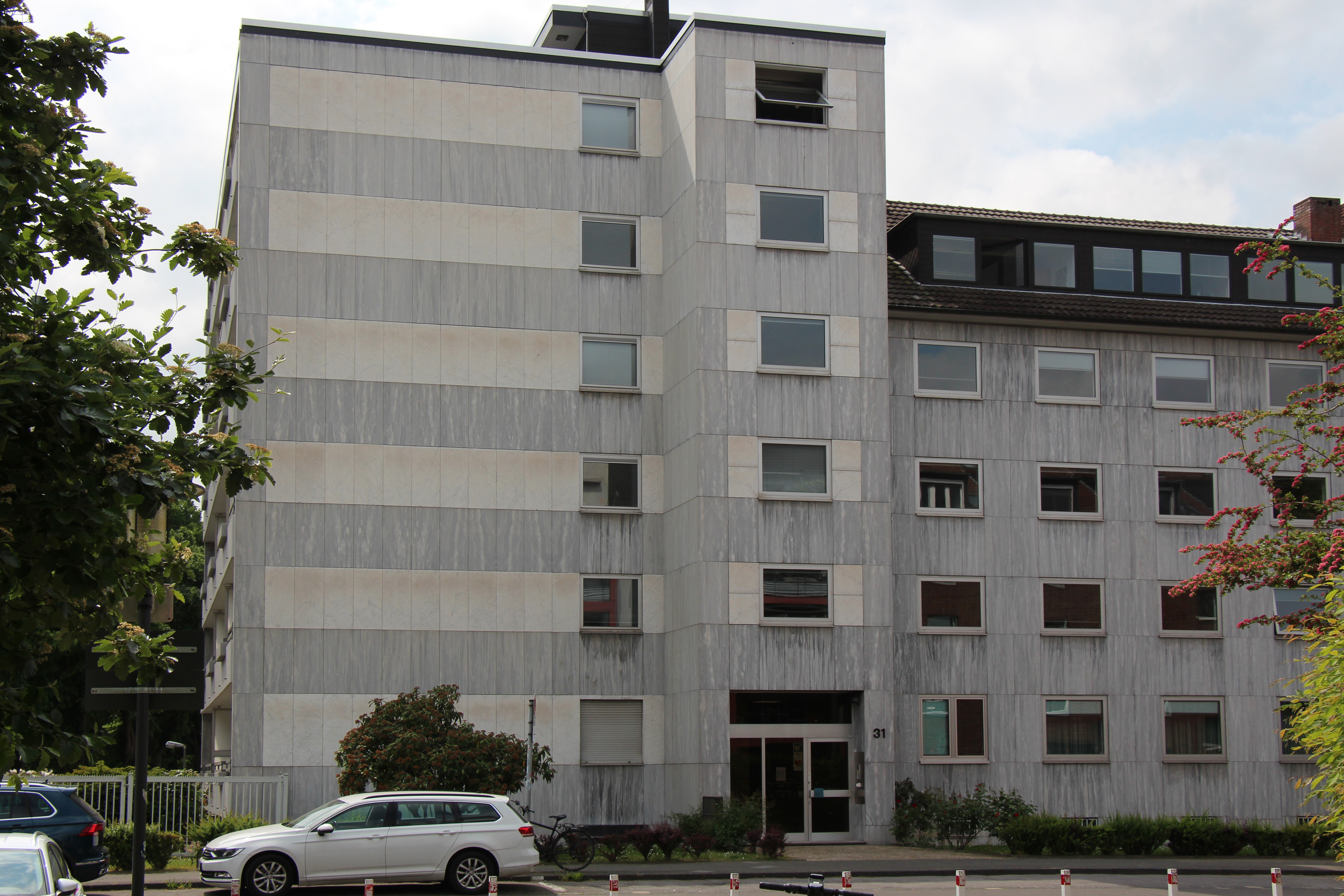
Gebäude der Generalstaatsanwaltschaft Düsseldorf

Die Generalstaatsanwaltschaft Düsseldorf ist eine von 24 Generalstaatsanwaltschaften in Deutschland und neben den Generalstaatsanwaltschaften Hamm und Köln eine von drei im Land Nordrhein-Westfalen.

## Aufgaben
Die Generalstaatsanwaltschaft Düsseldorf nimmt Aufgaben im Bereich der Rechtspflege und Verwaltungsaufgaben als Mittelbehörde wahr. Die wichtigste Aufgabe ist die Ausübung der Fach- und Dienstaufsicht über die Staatsanwaltschaften des Bezirks und über deren Mitarbeiter, um eine einheitliche Entscheidungspraxis zu gewährleisten. Sie wird durch die Bearbeitung von Beschwerden, Auswertung von Berichten und Geschäftsprüfungen wahrgenommen.
In Nordrhein-Westfalen ist nur die Generalstaatsanwaltschaft Düsseldorf zuständig für Ermittlungsverfahren wegen Staatsschutzdelikten, beispielsweise wegen Hochverrats, Friedensverrats, Landesverrats oder Straftaten gegen die äußere Sicherheit, soweit diese nicht im Rahmen der Bundesgerichtsbarkeit vom Generalbundesanwalt beim Bundesgerichtshof verfolgt werden. Dazu führt sie eigene Ermittlungstätigkeiten durch.
Als Staatsanwaltschaft beim Oberlandesgericht Düsseldorf wirkt die Generalstaatsanwaltschaft in allen vom Oberlandesgericht zu entscheidenden Strafsachen mit und stellt Anträge. Dazu gehören insbesondere die Entscheidungen über Revisionen gegen Strafurteile der Amts- und Landgerichte, über Rechtsbeschwerden gegen Entscheidungen in Bußgeldentscheidungen der Amtsgerichte, Beschwerden gegen Entscheidungen der Landgerichte und die von Amts wegen nach sechsmonatiger (und danach spätestens alle drei Monate) Untersuchungshaft vorzunehmende Haftprüfung.
Im justiziellen Rechtshilfeverkehr ist die Generalstaatsanwaltschaft zuständig für Auslieferungsverfahren bei Auslieferungen an das Ausland und entscheidet über die Bewilligung von Aus- und Durchlieferungsersuchen.
Die Generalstaatsanwaltschaft ist als Mittelbehörde zuständig für alle Verwaltungsangelegenheiten, insbesondere im Bereich Personal-, Organisations- und Haushaltsangelegenheiten sowie dem Einsatz von Informationstechnik. Sie entscheidet zudem über gegen das Land Nordrhein-Westfalen geltend gemachte Ansprüche auf Entschädigung wegen Maßnahmen der Strafverfolgung und vertritt das Land in Zivilprozessen. Letztlich bearbeitet sie und wirkt mit bei berufsgerichtlichen Angelegenheiten gegen Rechtsanwälte, Wirtschaftsprüfer und Steuerberater.
Im Bereich der Rechtspflege tritt die Behörde als „Generalstaatsanwaltschaft Düsseldorf“ auf, als Mittelbehörde in Verwaltungsangelegenheiten als „Der Generalstaatsanwalt in Düsseldorf“.

### Zentralstelle Terrorismusverfolgung
Im April 2018 ist bei dem Generalstaatsanwalt in Düsseldorf die Zentralstelle für die Verfolgung terroristischer und terroristisch motivierter Straftaten im Land Nordrhein-Westfalen (ZenTer NRW) eingerichtet worden. Die ZenTer NRW führt Verfahren, die der Generalbundesanwalt beim Bundesgerichtshof an den Generalstaatsanwalt in Düsseldorf abgibt. Des Weiteren ist sie landesweit zuständig für Verfahren bei den Straftaten:
- Vorbereitung einer schweren staatsgefährdenden Gewalttat (§ 89a StGB);
- Aufnahme von Beziehungen zur Begehung einer schweren staatsgefährdenden Gewalttat (§ 89b StGB);
- Terrorismusfinanzierung (§ 89c StGB);
- Anwerben für fremden Wehrdienst (§ 109h StGB), soweit die „ausländische Macht“, zugunsten derer das Anwerben erfolgt, von einer terroristischen Vereinigung ausgeübt wird;
- Geldwäsche/Verschleierung unrechtmäßig erlangter Vermögenswerte (§ 261 StGB), soweit die Tat der Terrorismusfinanzierung dient;
- wegen sonstiger Straftaten, soweit auf Grund tatsächlicher Anhaltspunkte im konkreten Fall eine terroristische Motivation erkennbar ist;
- gegen Personen, bei denen aufgrund tatsächlicher Anhaltspunkte damit zu rechnen ist, dass sie künftig schwere staatsgefährdende Gewalttaten begehen werden (so genannte Gefährder).

## Aufbau
Die Generalstaatsanwaltschaft Düsseldorf wird von einem Generalstaatsanwalt geleitet. Mehrere Leitende Oberstaatsanwälte sind Abteilungsleiter, einer zugleich Stellvertreter des Generalstaatsanwalts. Jeder Abteilung gehören mehrere Oberstaatsanwälte an.
Die Generalstaatsanwaltschaft Düsseldorf umfasst vier Abteilungen mit folgenden Zuständigkeiten:
- Abteilung I:
  - Allgemeine Angelegenheiten des Dienstrechts und der Gerichtsverfassung
  - Justizverwaltungs- und Personalangelegenheiten
  - Dienstaufsicht
  - Disziplinarsachen
  - Fiskalische Rechtssachen
  - Organisationsentwicklung/Pilotprojekt der Staatsanwaltschaft
  - Datenverarbeitung und Automation
  - Formular-/Vordruckwesen
  - IT-Anwendungen zur Unterstützung der materiellen Arbeitserledigung in Rechtspflege und Verwaltung
  - Zentralstelle Gemeinnützige Einrichtungen
  - Angelegenheiten der Zentralstelle zur Bekämpfung gewaltverherrlichender, pornographischer und sonstiger jugendgefährdender Schriften
  - Gesundheitsmanagement
  - EPOS.NRW

- Abteilung II:
  - Strafsachen, einschließlich Vollstreckungs- und Gnadensachen, sowie Bußgeldsachen aus den Bezirken der Landgerichte Düsseldorf, Duisburg und Mönchengladbach
  - Ehesachen
  - Entmündigungssachen
  - Entschädigung für Strafverfolgungsmaßnahmen
  - Rauschgiftsachen
  - Verfahren bei Todeserklärungen
  - Verfahren wegen Betruges im Zusammenhang mit ärztlichen Leistungen
  - Auslieferungssachen
  - Rechtshilfeverkehr mit dem Ausland in strafrechtlichen Angelegenheiten
  - Umweltschutzsachen

- Abteilung III:
  - Strafsachen, einschließlich Vollstreckungs- und Gnadensachen, sowie Bußgeldsachen aus den Bezirken der Landgerichte Kleve, Krefeld und Wuppertal
  - Organisierte Kriminalität und Korruption
  - Pressestrafsachen
  - Allgemeine Angelegenheiten aus dem Bereich des materiellen Strafrechts, des Strafverfahrensrechts, des Jugendstrafrechts, des Nebenstrafrechts sowie der Ordnungswidrigkeiten
  - Angelegenheiten der Schwerpunktstaatsanwaltschaft für Wirtschaftsstrafsachen
  - Angelegenheiten der Schwerpunktstaatsanwaltschaft für Korruptionsstrafsachen
  - Bußgeldverfahren in Kartellsachen
  - Angelegenheiten des NATO-Truppenstatuts

- Abteilung IV:
  - Staatsschutz-Strafsachen und sonstige politische Strafsachen
  - Immunitätssachen
  - Strafsachen wegen nationalsozialistischer Gewaltverbrechen
  - Anwaltsgerichtliche Verfahren
  - Berufsgerichtliche Verfahren gegen Steuerberater

## Bezirk
Der Bezirk der Generalstaatsanwaltschaft Düsseldorf mit etwa 4,7 Millionen Einwohnern umfasst die Bezirke folgender Staatsanwaltschaften:
- Staatsanwaltschaft Duisburg
- Staatsanwaltschaft Düsseldorf
- Staatsanwaltschaft Kleve
- Staatsanwaltschaft Krefeld
- Staatsanwaltschaft Mönchengladbach
- Staatsanwaltschaft Wuppertal

## Geschichte
Die Generalstaatsanwaltschaft Düsseldorf ist die jüngste der drei nordrhein-westfälischen Generalstaatsanwaltschaften. Sie wurde im Jahre 1906 zugleich mit dem Oberlandesgericht Düsseldorf eingerichtet und übernahm von der Generalstaatsanwaltschaft Köln die Bezirke der damaligen Landgerichte Cleve, Düsseldorf und Elberfeld sowie von der Generalstaatsanwaltschaft Hamm den Bezirk des Landgerichts Duisburg.

## Leiter
- Walter Selter (1994[6]-2000[7])
- Lothar Sent (2000–2008)[8]
- Gregor Steinforth (2008[8]-2015[9])
- Emil Brachthäuser (2015–2021)
- Horst Bien (2021–2024)[10]
- Christina Wehner (seit 16. Oktober 2024)[11]